# یواس‌اس لیلی (۱۸۶۲)
یواس‌اس لیلی (۱۸۶۲) (به انگلیسی: USS Lily (1862)) یک کشتی بود که طول آن not known بود.